# ホンダ・CRM
CRM（シーアールエム）は、本田技研工業がかつて製造販売していたオートバイのシリーズ商標である。

## 概要
水冷2ストローク単気筒エンジンを搭載するモトクロス競技用（モトクロッサー）をモチーフにした公道走行可能なデュアルパーパスモデルである。排気量別に50 cc（原動機付自転車）・80 cc（小型自動二輪車）・250 cc（普通自動二輪車）が生産されたが、1999年までにすべての製造販売を終了した。

## モデル一覧

### CRM250R
1989年4月15日発売。型式名MD24。1996年まで生産された。
同社の公道走行用250 ccクラスデュアルパーパスとしてはエルシノアMT250以来のフルサイズ2ストロークエンジンを搭載する。排気量246 ccから最高出力37 PSをマークしたが、1991年3月20日に型式名変更のないフルモデルチェンジを実施し、バルブならびに点火時期の電子制御化と排気系設計変更で40 PSまでアップされた。
車体色を含む小変更を何度か実施しているが、倒立式フロントサスペンション・デルタプロリンク式リヤサスペンション・6段マニュアルトランスミッションなどの機構に変化はない。

#### 遍歴
- 1989年3月15日発表 同年4月15日発売[1]

以下の車体色を設定
-   白（車体色）x赤（ゼッケンスペース）

- 1991年3月4日発表 同月20日発売 マイナーチェンジ[2]

エンジン出力特性・フレームならびにサスペンションの設定を変更
以下の車体色へ変更
-   ロスホワイトxフローレスレッド

- 1991年12月24日発売 車体色変更[3]
  -   ニトロレッドxロスホワイト
  -   ディオニサスブルーxロスホワイト

- 1993年2月22日発表 同年3月5日発売 マイナーチェンジ[4]

ステップを幅広タイプへ変更
ブレーキレバーの形状変更
クラッチラバーを鍛造製レバーホルダー分割型へ変更
前後輪ホイールのリムをアルミニウム製中空タイプへ変更し軽量化
以下の車体色へ変更
-   ホワイトxレッド

- 1994年2月23日発表 同年3月1日発売 フルモデルチェンジ[5]

外装を変更し燃料タンクを10 L → 11 Lへ増量
中低速トルク特性を改善し最大トルクを3.4 kgf·m→3.7 kgf·mへアップ
トルク特性変更に伴い1・2速をハイギアード化
アイドル回転数以下で電力の灯火類流出を防止する制御リレー回路を組み込み
オイルタンクをフレーム内蔵式からシリンダー後方設置の別体式へ変更
リヤショックをリザーバータンク別体式から一体式としセッティングを変更
以下の車体色へ変更
-    エンデュランスレッド
-   ディオニサスブルー

- 1995年2月 車体色変更[6]
  -   エンデュランスレッド
  -   ディオニサスブルー
  -    ウラヌスバイオレット

### CRM250AR
1997年1月24日発売。型式名MD32。

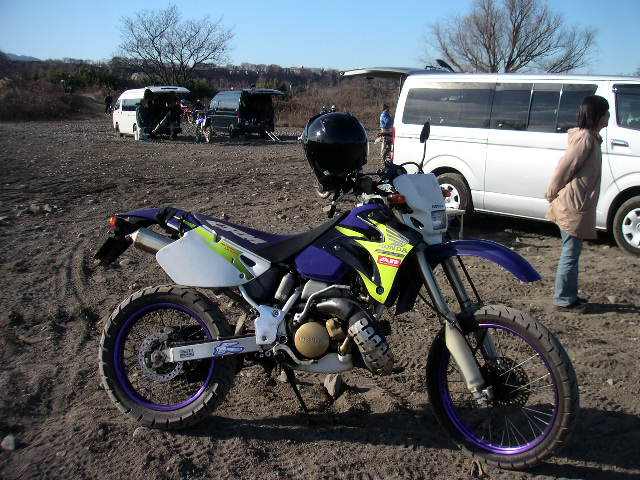
CRM250AR

年々強化される環境適合規準に対応させるためCRM250Rに対策を実施したフルモデルチェンジ車である。
最大の変更点は、省エネルギーや環境問題に対応する技術として開発されたAR燃焼エンジンを搭載した点である。
- 2ストロークエンジンの構造的弱点である自然着火を制御。同時にもう一つの弱点である不完全燃焼を減らし、燃焼効率を上げることによって燃費とパワーの向上を図り環境適合規準をクリアしようとするエンジンである[8]。

```
なおAR燃焼は、混合気を非常に薄くして制御された自己着火(
プレイグニッション
)を起こす点火方法なので、しばしば低負荷時にガス欠のような症状が発生し回転が不安定になる場合がある。この症状はAR燃焼エンジン特有の症状であるが、ハイオクガソリンを使用し不安定なAR燃焼をキャンセルすることである程度解消可能である。
```

AR燃焼エンジン搭載による変更点を以下に示す。
- ボアを0.4 mm拡大し排気量が246 cc→249 ccに拡大
- 60 km/h定地走行燃費が27.3 km/L→36.0 km/Lと32 %改善
- 排気ガス中のHC（炭化水素）を約50 %低減

この他のCRM250Rからの変更点を以下に示す
- ヘッドライトバイザーの形状変更
- ヘッドライト光量を35 / 36.5 W → 55 / 60 Wにアップ
- シートをツートーンカラー化
- サスペンションのセッティング変更
- クラッチのディスク材変更とプレート肉厚アップによる耐久性向上
- アルミニウム製キックアームを採用し軽量化
- メイン・カウンターシャフトのスプライン変更

AR燃焼エンジンは海外向け輸出仕様数車種にも搭載されたが、年々強化される自動車排出ガス規制には対応できなくなったこと。さらには本田技研工業がオートバイ全モデルの4ストロークエンジン移行方針を発表したことから、日本国内向け軽二輪車としてストロークエンジンを搭載する最後の本モデルも1999年までに生産終了となった。なお2025年現在でも同社の2ストロークエンジンを搭載する公道走行可能モデルは存在しない。

#### 遍歴
- 1996年12月24日発表 1997年1月24日発売[7]

以下の車体色を設定
-    ロスホワイト
-    リノバイオレット

- 1997年12月25日 車体色変更[10]
  -    ブラック
  -    リノバイオレット

### CRM50・CRM80
1988年2月20日にCRM50が型式名A-AD10で、同年3月15日にCRM80が型式名HD11で発売された。
MTX50R・80Rのフルモデルチェンジ車という位置付けも含まれることから、搭載されるコンポーネンツの一部はキャリーオーバーとしたほか、他モデルとの共通設計や共用なども実施された。しかし外装部品はCRのイメージを継承するデザインに一新されたほか、整備性向上の観点から分割式サブフレームが採用された。
またブレーキは250 ccモデルと異なりシングルディスク（前）・ドラム（後）としたが、1993年に型式名変更を伴うフルモデルチェンジを実施した際に後輪もシングルディスク化された。

#### 遍歴
- 1988年1月28日発表[11]

CRM50：同年2月20日発売
CRM80：同年3月15日発売
車体色は以下を設定
-   白（車体色）x赤（ゼッケンスペース）

- 1990年3月26日発表 同月27日発売 車体色変更[13]

-   赤（車体色）x白（ゼッケンスペース）

- 1992年3月16日発表 同月18日発売 車体色変更[14]

-   ホワイトxレッド

- 1993年3月30日発表 同年4月14日発売 前後ディスクブレーキ化ならびに型式名変更を伴うフルモデルチェンジ[12]

CRM50：A-AD13
CRM80：HD12
車体色は以下を設定
-   ホワイトxレッド

- 1994年6月21日発表 同月24日発売 マイナーチェンジ[15]

ナックルガードを標準装着化
クラッチレバーを鍛造性ドッグレッグタイプへ変更
以下の車体色へ変更
-    ホワイトxバイオレットxイエロー

- 1997年1月 車体色変更

#### 諸元
| 車名                 | CRM50                                          | CRM80                                          |
| 型式                 | A-AD10(A-AD13)                                 | HD11(HD12)                                     |
| モデルイヤー         | 1988（1993）                                   | 1988（1993）                                   |
| 全長×全幅×全高（m）  | 1.880 × 0.760 × 1.100                          | 1.880 × 0.760 × 1.100                          |
| ホイールベース（m）  | 1.240                                          | 1.240                                          |
| 最低地上高（m）      | 0.280 (0.270)                                  | 0.280 (0.270)                                  |
| 最小回転半径（m）    | 1.900                                          | 1.900                                          |
| シート高（m）        | 0.820                                          | 0.820                                          |
| 整備重量（kg）       | 83（84）                                       | 84 (85)                                        |
| 定地走行燃費         | 55.2 km/L [30 km/h]                            | 45.3 km/L [50 km/h] (34.3 km/L [60 km/h])      |
| エンジン型式         | AD10E(AD13E)                                   | HD11E(HD12E)                                   |
| 構造                 | 水冷2ストロークピストンリードバルブ単気筒      | 水冷2ストロークピストンリードバルブ単気筒      |
| 総排気量（cc）       | 49                                             | 79                                             |
| 内径×行程（mm）      | 39.0 × 41.4                                    | 49.5 × 41.4                                    |
| 圧縮比               | 7.2                                            | 7.3                                            |
| 最高出力             | 7.2 PS / 9,500 rpm                             | 11 PS / 8,500 rpm                              |
| 最大トルク           | 0.63 kgf·m / 7,500 rpm                         | 0.96 kgf·m / 8,000 rpm                         |
| 点火方式             | CDIマグネト                                    | CDIマグネト                                    |
| キャブレター         | PF70                                           | PF70                                           |
| 始動方式             | キック式                                       | キック式                                       |
| 潤滑方式             | 分離潤滑式                                     | 分離潤滑式                                     |
| 潤滑油容量（L）      | 0.6                                            | 0.6                                            |
| 燃料タンク容量（L）  | 5.2                                            | 5.2                                            |
| クラッチ形式         | 湿式多板コイルスプリング                       | 湿式多板コイルスプリング                       |
| 変速機               | 常時噛合6段                                    | 常時噛合6段                                    |
| 1速                  | 3.166                                          | 3.166                                          |
| 2速                  | 2.062                                          | 2.062                                          |
| 3速                  | 1.500                                          | 1.500                                          |
| 4速                  | 1.173                                          | 1.227 (1.173)                                  |
| 5速                  | 1.000                                          | 1.000                                          |
| 6速                  | 0.851                                          | 0.851                                          |
| 1次減速比            | 4.117                                          | 4.117                                          |
| 2次減速比            | 3.113                                          | 3.066                                          |
| フレーム形式         | セミダブルクレードル                           | セミダブルクレードル                           |
| サスペンション（前） | テレスコピック                                 | テレスコピック                                 |
| サスペンション（後） | スイングアーム                                 | スイングアーム                                 |
| キャスター・トレール | 27°10′ / 76.0mm                                | 27°10′ / 76.0mm                                |
| タイヤ（前）         | 70/100-17 40P                                  | 70/100-17 40P                                  |
| タイヤ（後）         | 90/90-14M/C 44P                                | 90/90-14M/C 44P                                |
| ブレーキ（前）       | 油圧式ディスク                                 | 油圧式ディスク                                 |
| ブレーキ（後）       | 機械式リーディングトレーリング(油圧式ディスク) | 機械式リーディングトレーリング(油圧式ディスク) |
| 希望小売価格         | \239,000 (\274,000)                            | \269,000 (\294,000)                            |
| -------------------- | ---------------------------------------------- | ---------------------------------------------- |